# City of Unley
City of Unley (South Central) - jednostka samorządowa wchodząca w skład aglomeracji Adelaide, położona w centrum. Znajduje się bezpośrednio na południe od CBD. Unley zamieszkuje 38104 osób (dane z 2007), powierzchnia wynosi 14,29 km².

## Dzielnice
W nawiasach podany jest kod pocztowy.
- Black Forest (5035)
- Clarence Park (5034)
- Everard Park (5035)
- Forestville (5035)
- Fullarton (5063)
- Goodwood (5034)
- Highgate (5063)
- Hyde Park (5061)
- Kings Park (5034)
- Malvern (5061)
- Millswood (5034)
- Myrtle Bank (5064)
- Parkside (5063)
- Unley (5061)
- Unley Park (5061)
- Wayville (5034)